# Александрбай
Александрбай (Александр-бай, ранее — залив Александра Бековича-Черкасского) — залив Каспийского моря в Казахстане, расположен на юго-западе полуострова Мангышлак между мысами Песчаный и Жиланды (Гилянлы).
В 1716 году нанесён на карту Александром Бековичем-Черкасским, который по приказу Петра I исследовал Каспийское море и построил крепость на берегу залива. Впервые название залива указано на картах в 1718 году.
По словам В.Н. Татищева «Александровской залив», «Александрбай» назван «от того, что в 17... году князь Александр Бекович Черкаской во оном месте имел пристань». В 1959 году переименован в залив Александра Бековича-Черкасского, но позже ему вернули прежнее название.

## География
Вдаётся в берег на 9 км, ширина у входа 31 км. В западной части залив не защищён от ветров, а Саржинская гряда не полностью прикрывает восточную. Берега преимущественно песчаные и низкие, однообразные, встречаются низкие бугры. Почти у береговой черты есть цепи красноватых и высоких дюн, которые дальше от побережья тоже переходят в песчаные бугры.
Вдоль его берегов расположены островки, банки, подводные и надводные камни. В 1939 году на глубине 8 метров была обнаружена абразионная терраса c многочисленными котлами высверливания.
На берегу залива стоят село Курык и порт Курык.